# Worms: A Space Oddity
Worms: A Space Oddity – strategiczna gra turowa z serii Worms. Rozgrywka toczy się na dwuwymiarowych planszach, a celem gry jest usunięcie wszystkich przeciwników.